# Wolfgang Amadeus Phoenix
Pour les articles homonymes, voir Phoenix.
Albums de Phoenix
It's Never Been Like That
(2006) Bankrupt!
(2013)
Wolfgang Amadeus Phoenix est le quatrième album du groupe de rock français Phoenix. 
Il a été réalisé à Paris en 2008 et il est mixé par Philippe Zdar de Cassius qui avait déjà travaillé sur leur premier album United. Certifié disque d'or en France, l'album est récompensé en 2010 par le Grammy Award du meilleur album alternatif.
Phoenix a sorti le titre 1901 en téléchargement libre le 23 février 2009 lorsqu'ils ont refait leur site officiel www.wearephoenix.com.
Le premier single de l'album est Lisztomania.

## Réception
Le 31 janvier 2010, le groupe reçoit le Grammy Award du meilleur album de musique alternative lors de la 52e cérémonie des Grammy Awards.
L'album est inclus dans l'ouvrage Philippe Manœuvre présente : Rock français, de Johnny à BB Brunes, 123 albums essentiels.

## Titres de l'album
| No  | Titre                   | Durée |
| --- | ----------------------- | ----- |
| 1.  | Lisztomania             | 4:01  |
| 2.  | 1901                    | 3:13  |
| 3.  | Fences                  | 3:43  |
| 4.  | Love Like a Sunset Pt.1 | 5:39  |
| 5.  | Love Like a Sunset Pt.2 | 1:57  |
| 6.  | Lasso                   | 2:47  |
| 7.  | Rome                    | 4:37  |
| 8.  | Countdown               | 3:55  |
| 9.  | Girlfriend              | 3:24  |
| 10. | Armistice               | 3:04  |

## Concerts
- Phoenix était aux Eurockéennes le 5 juillet 2009.
- Phoenix joue en direct à Saturday Night Live, sur NBC, le 4 avril 2009[4].
- Une tournée aux États-Unis est en projet pour l'été 2009[5].